# Energías renovables en Brasil

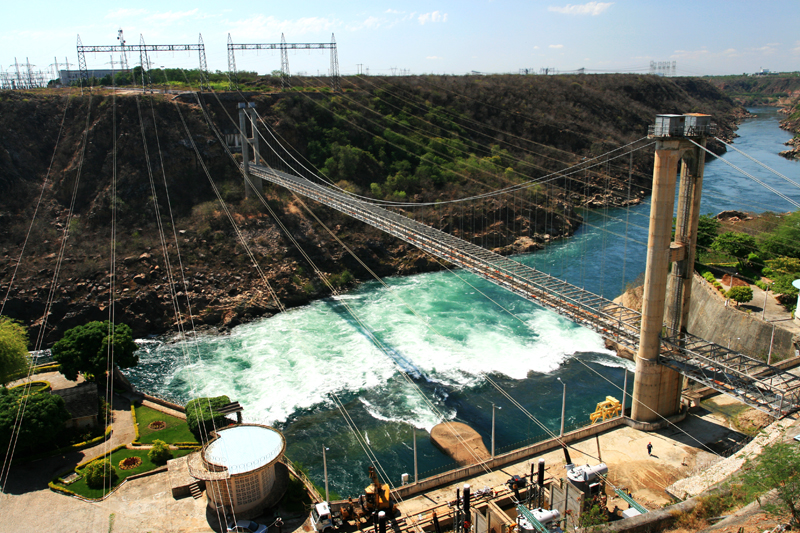
Usina hidroeléctrica Paulo Afonso en Bahía.

En 2018, las energías renovables representaron el 79% de la electricidad de producción nacional utilizada en Brasil.
Brasil depende de la hidroelectricidad para el 65% de su electricidad, y el gobierno brasileño planea expandir la participación de la biomasa, la energía eólica (actualmente 11%) y la energía solar (actualmente 2,5%) como alternativas. La energía eólica tiene el mayor potencial en Brasil durante la estación seca, por lo que se considera una protección contra las bajas precipitaciones y la dispersión geográfica de los recursos hidroeléctricos existentes.
Brasil realizó su primera subasta de energía solo eólica en 2009, en un movimiento para diversificar su cartera de energía. Las empresas extranjeras se apresuraron a participar. La licitación condujo a la construcción de 2 gigavatios (GW) de producción eólica con una inversión de alrededor de $ 6 mil millones durante los siguientes dos años. El potencial técnico de Brasil para la energía eólica es de 143 GW debido a los ventosos 7400 kilómetros (4598,2 mi) kilómetros de litoral donde se basan la mayoría de los proyectos. La Asociación Brasileña de Energía Eólica y el gobierno se han fijado el objetivo de alcanzar 20 GW de capacidad de energía eólica para 2020 desde los 5 GW actuales (2014). La industria espera que la subasta ayude a impulsar el sector de la energía eólica, que ya representa el 70% del total en toda América Latina.
Según el Plan Maestro de Energía de Brasil 2016-2026 (PDE2016-2026), se espera que Brasil instale 18,5 GW de generación de energía eólica adicional, 84% en el noreste y 14% en el sur.
Brasil comenzó a centrarse en el desarrollo de fuentes alternativas de energía, principalmente etanol de caña de azúcar, después de las crisis del petróleo en la década de 1970. Las grandes fincas de caña de azúcar de Brasil ayudaron al desarrollo. En 1985, el 91% de los automóviles producidos ese año funcionaban con etanol de caña de azúcar. El éxito de los vehículos de combustible flexible, introducidos en 2003, junto con la mezcla E25 obligatoria en todo el país, han permitido que el consumo de combustible de etanol en el país alcance una participación de mercado del 50% de la flota a gasolina en febrero de 2008.

## Matriz energética total y matriz energética eléctrica
La principal característica de la matriz energética brasileña es que es mucho más renovable que la del resto del mundo. Mientras que en 2019 la matriz mundial estaba compuesta solo en un 14% por energías renovables, la de Brasil estaba en un 45%. Petróleo y derivados constituían el 34,3% de la matriz; derivados de la caña de azúcar, 18%; energía hidráulica, 12,4%; gas natural, 12,2%; leña y carbón, 8,8%; energías renovables variadas, 7%; carbón mineral, 5,3%; nuclear, 1,4%, y otras energías no renovables, 0,6%.
En la matriz de energía eléctrica, la diferencia entre Brasil y el mundo es aún mayor: mientras el mundo solo tenía el 25% de energía eléctrica renovable en 2019, Brasil tenía el 83%. La matriz eléctrica brasileña está compuesta por: energía hidráulica, 64,9%; biomasa, 8,4%; energía eólica, 8,6%; energía solar, 1%; gas natural, 9,3%; derivados del petróleo, 2%; nucleares, 2,5%; carbón y derivados, 3,3%.

## Electricidad

### Hidroelectricidad

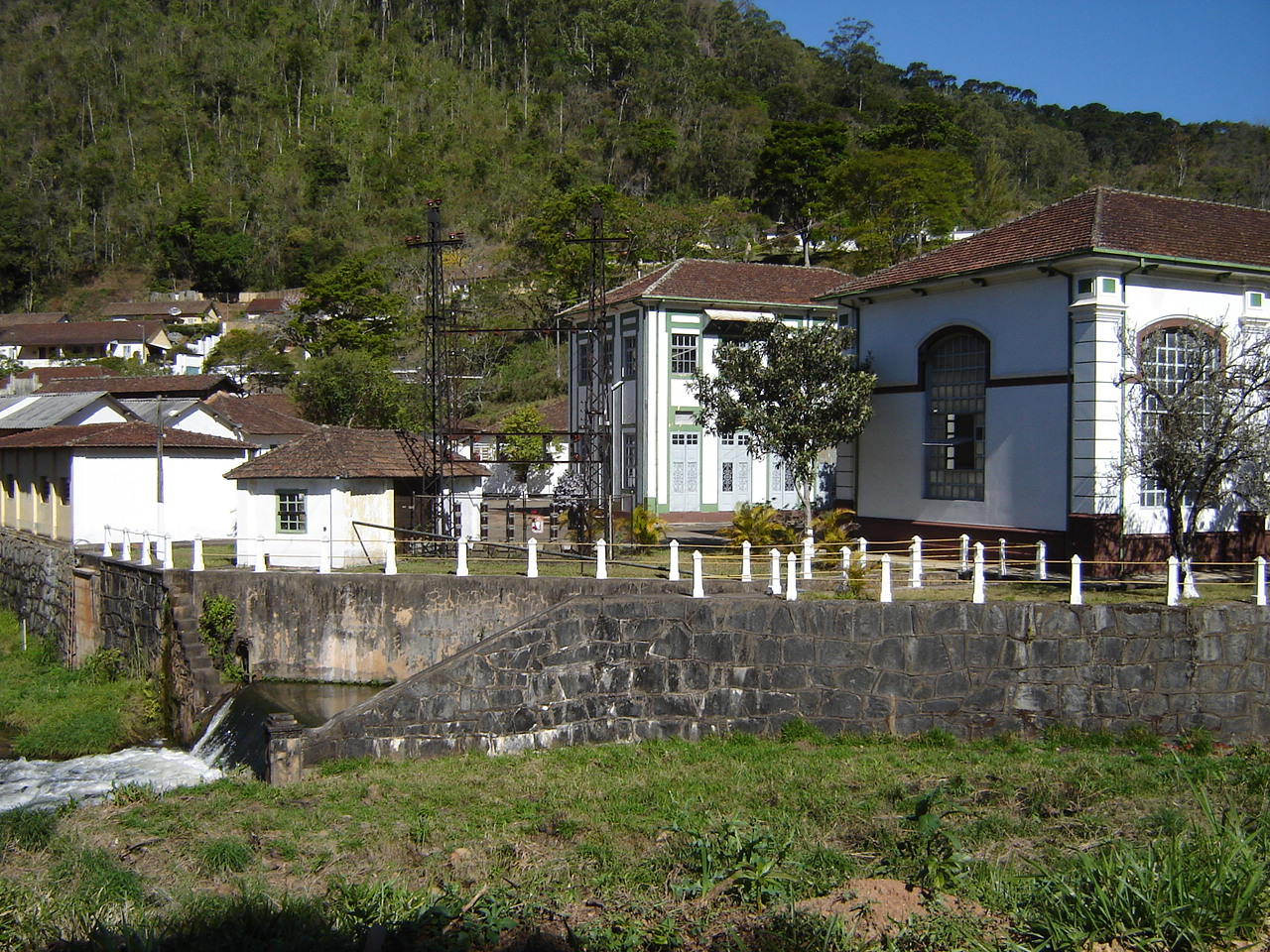
Una pequeña central hidroeléctrica en Wenceslau Braz, Minas Gerais.

Las centrales hidroeléctricas produjeron casi el 80% de la energía eléctrica consumida en Brasil (actualmente el 60%). Brasil tiene el tercer mayor potencial hidroeléctrico, después de Rusia y China. Al cierre de 2021 Brasil era el 2º país del mundo en potencia hidroeléctrica instalada (109,4 GW).

### Energía eólica

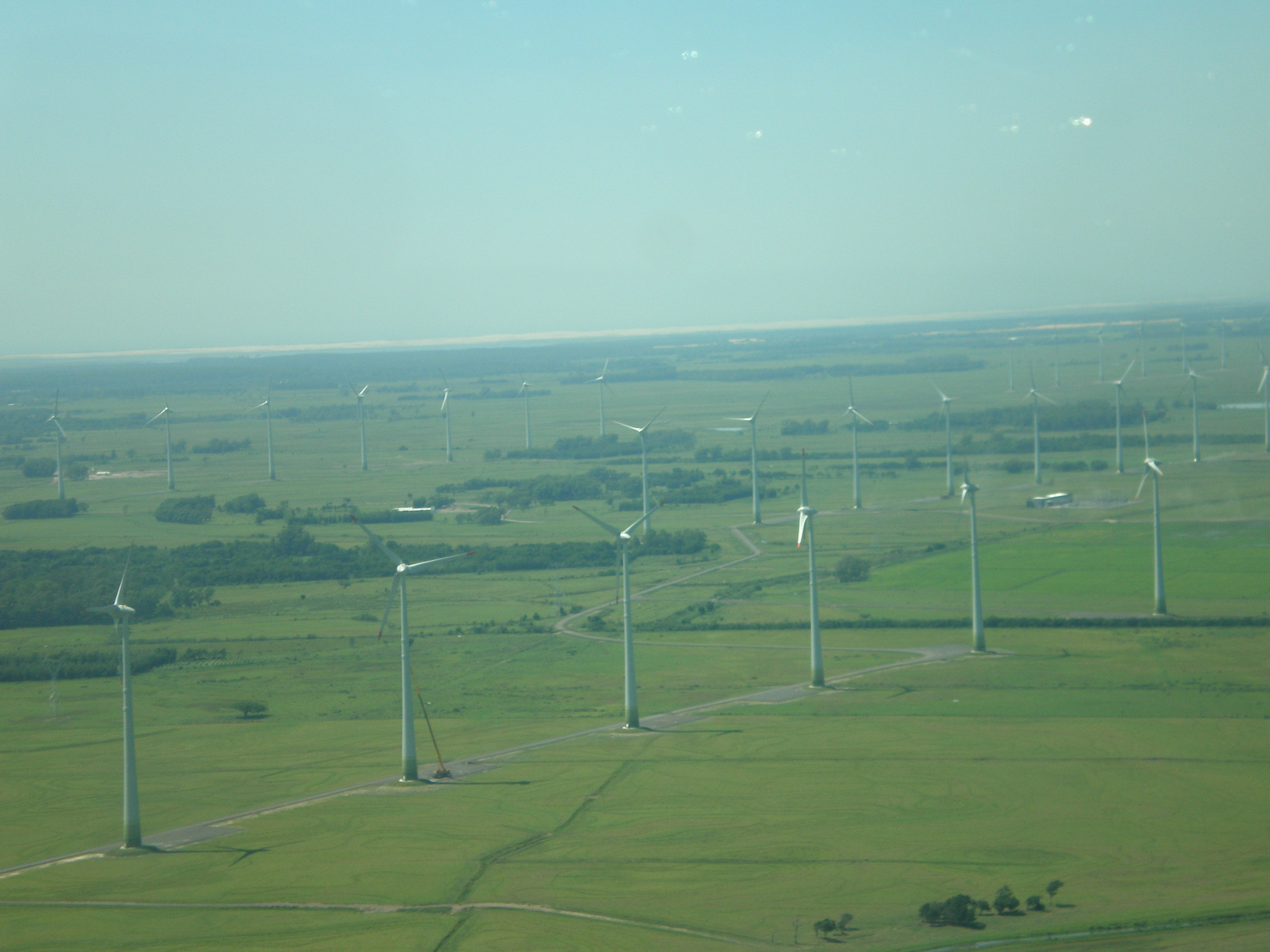
Parque eólico en Osório, Río Grande del Sur.

En julio de 2022 Brasil alcanzó los 22 GW de potencia eólica instalada. En 2021, Brasil fue el séptimo país del mundo en términos de potencia eólica instalada (21 GW), y el 4º mayor productor de energía eólica del mundo (72 TWh), solo por detrás de China, EE. UU. y Alemania.
El viento es más intenso de junio a diciembre, coincidiendo con los meses de menor intensidad pluviométrica. Esto sitúa a la eólica como una potencial fuente de energía complementaria a la hidroeléctrica.

Mientras se realizaba la Conferencia de las Naciones Unidas sobre el Cambio Climático (COP15) de 2009 en Copenhague, la Agencia Nacional de Energía Eléctrica de Brasil (ANEEL) realizó la primera subasta de energía exclusivamente eólica del país. El 14 de diciembre de 2009 se contrataron alrededor de 1800 megavatios (MW) con energía de 71 plantas eólicas cuya entrega está prevista a partir del 1 de julio de 2012. La planta de Lagoa dos Ventos de 716 MW comenzó a operar en 2021.

### Energía solar

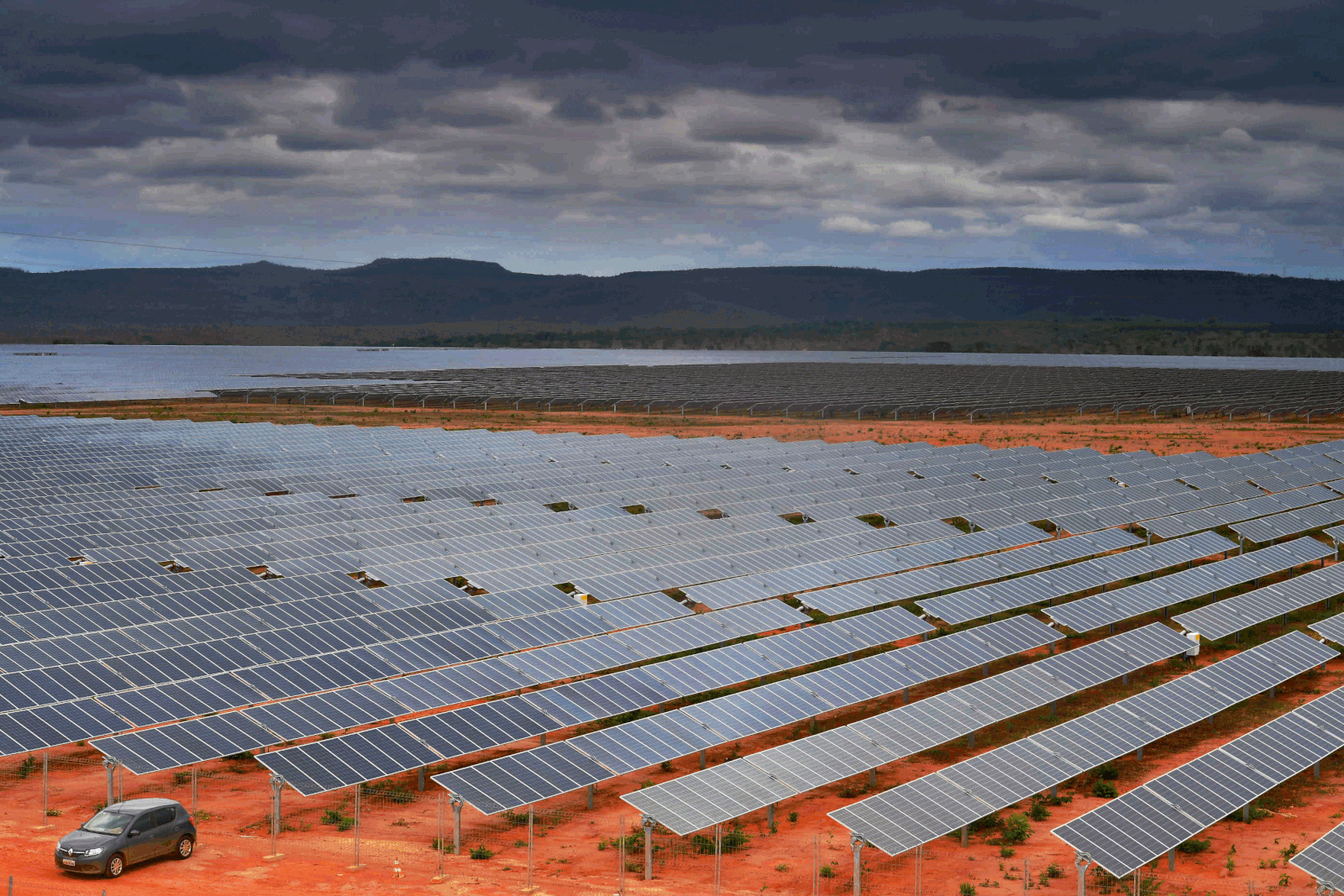
Complejo solar Pirapora, el mayor de Brasil y América Latina, con una capacidad de 321 MW.

En octubre de 2022, Brasil alcanzó los 21 GW de potencia solar instalada. En 2021, Brasil fue el 14º país del mundo en términos de potencia solar instalada (13 GW), y el 11º mayor productor de energía solar del mundo (16,8 TWh).

Las plantas solares más grandes de Brasil consisten en las plantas Ituverava y Nova Olinda. La planta solar Ituverava produce 254 MW y la planta Nova Olinda produce 292 MW.

## Combustible de etanol

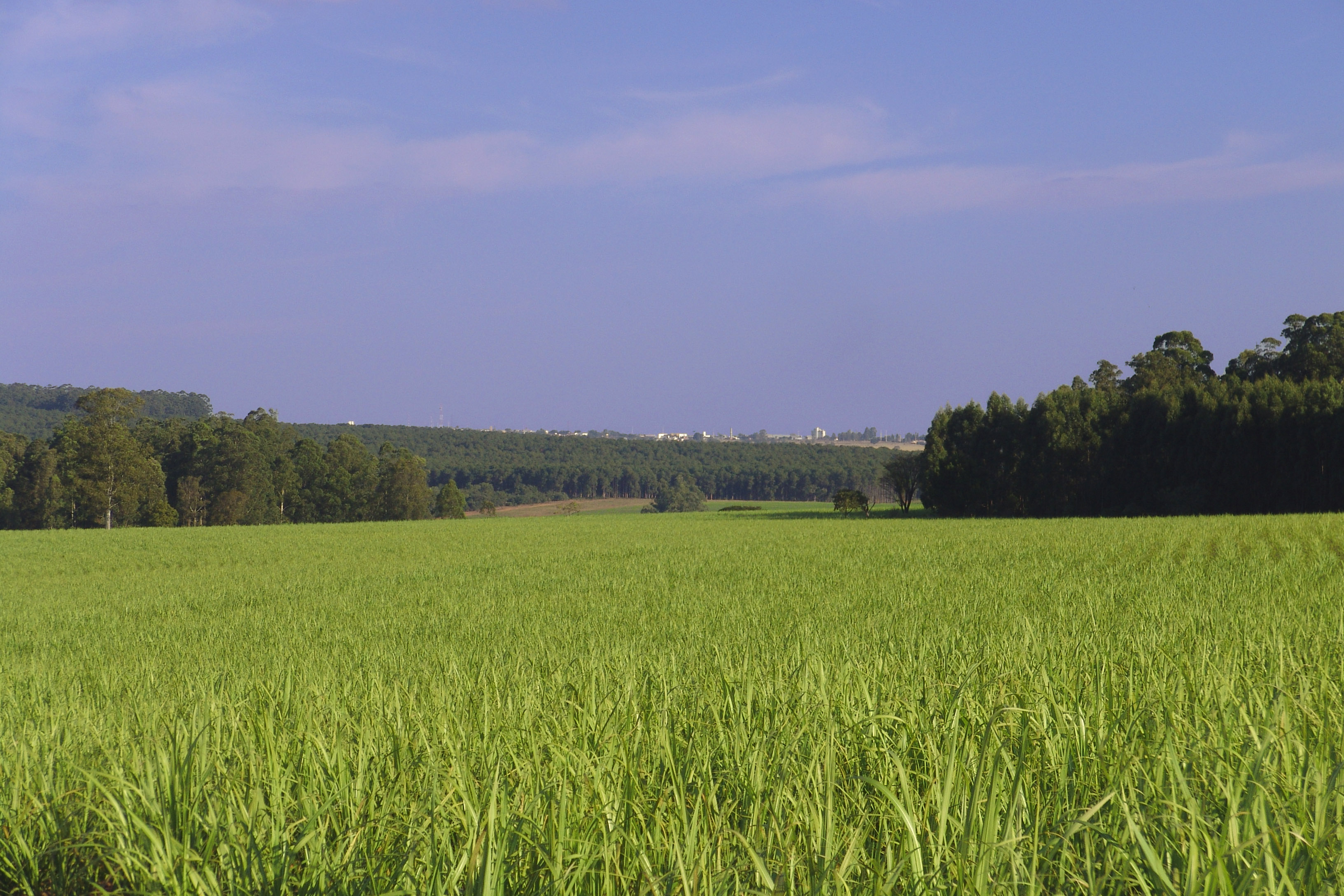
Plantación de caña de azúcar en Avaré (São Paulo). Los restos de caña se utilizan para producir energía de biomasa.

El programa de etanol de Brasil comenzó en 1975, cuando los altos precios del petróleo asfixiaron la economía. La caña de azúcar era un candidato obvio, dada la gran cantidad de tierra cultivable y el clima favorable de Brasil.
Se espera que la importancia del etanol en el mercado de combustibles para el transporte doméstico de Brasil aumente en el futuro. Según Petrobras, el etanol representa más del 50% de la demanda actual de combustible para vehículos livianos y la compañía espera que aumente a más del 80% para 2020. Debido a que la producción de etanol sigue creciendo más rápido que la demanda interna, Brasil ha buscado aumentar las exportaciones de etanol. Según fuentes de la industria, las exportaciones de etanol de Brasil alcanzaron los 86.000 bbl/d en 2008, con 13.000 bbl/d destinados a Estados Unidos. Brasil es el mayor exportador de etanol del mundo y posee más del 90% del mercado de exportación mundial.

## Biomasa

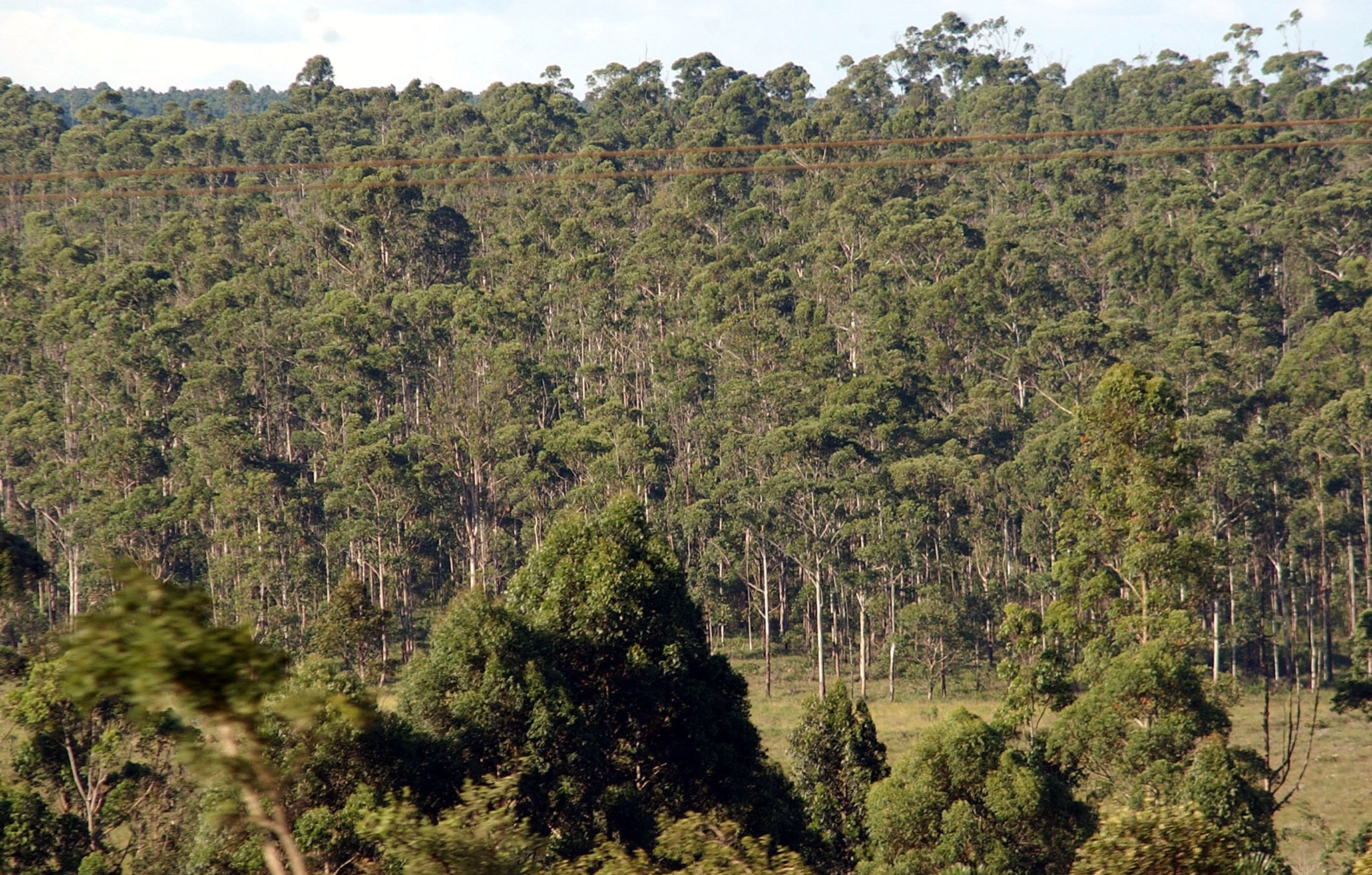
Eucalipto en Espírito Santo. Los restos del árbol se reutilizan para la generación de energía con biomasa.

En 2020, Brasil fue el segundo país del mundo en producción de energía a través de biomasa (producción de energía a partir de biocombustibles sólidos y residuos renovables), con 15,2 GW instalados.
La biomasa es una fuente de energía limpia utilizada en Brasil. Reduce la contaminación ambiental ya que utiliza basura orgánica, restos agrícolas, viruta de madera o aceite vegetal. La caña de desecho, con su alto valor energético, ha sido utilizada para producir electricidad. Más de 1 millón de personas en el país trabajan en la producción de biomasa, y esta energía representa el 27% de la matriz energética de Brasil.

## Financiación externa
El Banco Europeo de Inversiones otorgó un préstamo de 200 millones de euros a partir de 2021 para apoyar proyectos de energía renovable, específicamente para establecer un parque eólico y una planta de energía solar. Esto apoyará una serie de parques eólicos terrestres divididos en dos grupos, en los estados de Paraíba, Piauí y Bahía. Se construirá una planta solar fotovoltaica a 10 km del parque eólico Paraíba, con una capacidad total de 574 MW (425 MW eólicos y 149 MW solares).